# Dan Colen
Dan Colen (* 1979 in Leonia, New Jersey) ist ein amerikanischer Künstler, der in New York City lebt und arbeitet. Zu seinen Arbeiten zählen bemalte Skulpturen, die primitiven Vorbildern zu folgen scheinen, sowie durch Graffiti angeregte Malereien auf den verschiedensten Materialien und Installationen.

## Leben und Werke
Colen schloss 2001 die Rhode Island School of Design mit einem Bachelor of Fine Arts (BFA) ab. Seine erste Ausstellung war 2002 in der Galerie Rivington Arms in Manhattan zu sehen. 2003 folgten weitere Gruppenausstellungen und eine Einzelausstellung bei Rivington Arms in New York.
In Colens Installation Secrets and Symbols, Smoke and Scissors: My Friend Dash′s Wall in the Future aus dem Jahre 2004 wurde die Pinnwand seines Freundes Dash Snow, die aus Styropor nachgebildet ist, gezeigt. Der Künstler kopierte sämtliche Bilder, Fotos und andere Dinge als exakte Nachbildungen, die Snow dort in seinem Appartement aufgespießt hatte. Das Objekt hat die Maße 269 × 287 × 15 cm.
2005 nahm Colen an der Armory Show in New York teil und zeigte in New Yorker Galerien die Objekte Bridge Freezes Before Road und Interstate. 2006 folgten einige Gruppenausstellungen mit seinen Werken, so bei der Whitney Biennial in New York, Fantastic Politics im Nationalmuseum Oslo, USA Today in der Royal Academy of Arts in London, Axis of Praxis in der Galerie Midway in Minneapolis, Minnesota sowie in der Villa Manin in der Nähe von Udine in Italien. Im gleichen Jahr wurde Colens Secret and Symbol... von Deitch Projects in New York und von Peres Projects in Los Angeles gezeigt. Weitere Einzelausstellungen waren bei Peres Projects in Berlin mit No Me und bei der New Yorker Gagosian Gallery, hier mit Potty Mouth, Potty War, Pot Roast, Pot is a Reality Kick. Sein Werk Untitled (Vete al Diablo), ein 182 × 211,9 cm hoher mit Ölfarben beschmierter und bekritzelter Polyurethan-Block auf einem 30,5 cm hohen Holzsockel entstand ebenfalls 2006.
2007 entstand Colens 198,1 × 172,7 cm großes Ölbild auf Leinwand mit dem Titel Bird Shit (Vogelscheiße).
Colens erste große Einzelausstellung seit 2003 fand in der Gagosian Gallery in der 24. Straße im Distrikt Chelsea von Manhattan mit dem Titel Poetry im September und Oktober 2010 statt. Der Künstler sammelte Spuren: eine umgedrehte hölzerne Halfpipe für Skateboardfahrer, eine alte Ziegelwand aus Connecticut, umgeworfene Motorräder der Hells Angels, der Künstler selbst hatte Kaugummi und Konfetti auf eine Leinwand geklebt.
Colen lebt und arbeitet in New York City.